# Рид, Шэнна
Шэ́нна Рид-О'Ха́ра (англ. Shanna Reed-O'Hara), урождённая — Хе́ррон (англ. Herron; 30 октября 1955, Канзас-Сити, Канзас, США) — американская актриса, кинопродюсер и танцовщица.

## Биография
Шэнна Херрон родилась 30 октября 1955 года в Канзас-Сити (штат Канзас, США) в семье саксофониста Томми Рида. У Шэнны есть шестеро братьев и сестёр.

## Карьера
Шэнна снималась в кино 19 лет — с 1980 по 1999 года. За это время она сыграла в 44-х фильмах и телесериалах.
Также являлась кинопродюсером и танцовщицей.

## Личная жизнь
С 1986 года Шэнна замужем за актёром Терренсом О'Хара. У супругов есть сын — Джонатан Джозеф О'Хара (род.06.04.1992).